# Oculus Quest 2
Oculus Quest 2 este o cască de realitate virtuală (VR) creată de Oculus, un brand al companiei Facebook. Este succesorul versiunii Oculus Quest.   A fost anunțat la evenimentul Facebook Connect 7 și livrat pe 13 octombrie 2020.
Ca și în cazul predecesorului său, Quest 2 este capabil să ruleze atât ca o cască de sine stătătoare cu un sistem de operare intern bazat pe Android, cât și cu un software VR compatibil Oculus care rulează pe un computer de tip desktop atunci când este conectat prin cablu USB sau prin Wi-Fi. Este o reinterpretare a originalului Oculus Quest cu un design similar, dar cu o masă mai mică, specificații interne actualizate, un afișaj cu o rată de reîmprospătare și rezoluție per ochi mai mari și controlere Oculus Touch actualizate.
Quest 2 a primit în mare parte recenzii pozitive ca o actualizare incrementală a Quest-ului, dar unele dintre modificările sale au întâmpinat critici, cum ar fi cureaua de fixare, opțiuni de distanță interpupilară reduse (IPD) și o nouă cerință pentru utilizatori de a se conecta cu un cont Facebook pentru a utiliza setul și serviciile Oculus.

## Hardware
Designul său este similar cu originalul Oculus Quest, dar înlocuind exteriorul negru acoperit cu pânză, cu plastic de culoare albă și o protecție pentru față neagră. Este mai ușor decât Quest din prima generație, cântărind 503 grame (17,7 uncii) în comparație cu 571 grame (20,1 uncii).  Cureaua a fost schimbată într-o versiune realizată din țesătură (spre deosebire de cureaua din elastic a versiunii Quest),   în timp ce butonul de alimentare a fost mutat în partea laterală a setului, spre deosebire de cel original poziționat în partea frontală.
Quest 2 folosește sistemul pe cip Qualcomm Snapdragon XR2 (care face parte dintr-o linie de produse Snapdragon concepută în principal pentru dispozitive VR și dispozitive de realitate augmentată ) cu 6 GB RAM - o creștere cu 2 GB față de primul model de generație.
Afișajul său este un panou LCD cu comutare rapidă singulară, cu o rezoluție de 1832x1920 per ochi, care poate rula la o rată de reîmprospătare de până la 120 Hz (o creștere de la 1440x1600 per ochi la 72 Hz). Inițial, doar suport pentru 90 Hz era disponibil, ca o caracteristică experimentală pentru zona de start la lansare (cu 72 Hz ca rată de reîmprospătare implicită), cu suport pentru 90 Hz în cadrul jocurilor adăugate printr-o actualizare software în noiembrie 2020.   La 23 aprilie 2021, o nouă actualizare software (v28) a introdus suport experimental opțional pentru 120 Hz în jocuri.  Setul include reglarea distanței interpupilare fizice (IPD) la 58 mm, 63 mm și 68 mm, prin deplasarea fizică a obiectivelor în fiecare poziție. Acest lucru este, de asemenea, combinat cu ajustarea software-ului. 
Controlerele Oculus Touch incluse sunt puțin mai mari, influențate de controlerele originale Oculus Rift. Durata de viață a baterieiilor a fost prelungită de patru ori raportat la controlerele incluse în prima generație Quest. 

## Jocuri
Spre deosebire de Oculus Quest, Oculus Quest 2 nu este compatibil cu aplicațiile și jocurile Oculus Go.  Cu toate astea, este compatibil toate jocurile și software-urile care sunt acceptate pe modelul de primă generație, iar titlurile existente pot fi actualizate pentru a susține o fidelitate grafică mai mare în Quest 2.

## Accesorii
Oculus a prezentat accesoriul „Elite Strap”, care conține un suport inelar pentru partea din spate a capului și un buton rotativ de fixare, împreună cu o variantă cu un acumulator încorporat în curea. Oculus promovează, de asemenea, căștile Logitech „certificate” pentru Quest 2 (inclusiv G333 VR, primul model de căști in-ear al companiei), care au cabluri scurtate concepute pentru a fi utilizate cu căștile VR. 
În plus, Oculus a colaborat cu Logitech pentru a promova tastatura K830 ca parte a caracteristicii „Infinite Office”, permițând detectarea și afișarea tastaturii într-un mediu de realitate virtuală. 

## Lansare
Quest 2 a fost dezvăluit oficial pe 16 septembrie 2020 în cadrul evenimentului Facebook Connect 7. Modelul de 64 GB avea un preț de 299 USD, o scădere cu 100 USD față de modelul original Quest. Modelul de 128 GB din prima generație Quest a fost înlocuit cu un model de 256 GB la 399 USD. 

## Reacții
The Verge a fost pozitivă într-o recenzie de pre-lansare, menționând că, deși nu avea caracteristici remarcabile, a avut îmbunătățiri „utile”, cum ar fi greutate redusă, un ecran cu un aspect vizual și o rată de reîmprospătare mai bune decât Quest original și un port USB repoziționat. Noua curea a fost criticată pentru că are „un suport mai redus și un mecanism de strângere ușor mai neîndemânatic” (parțial rectificat de accesoriul Elite Strap vândut separat), iar noul mecanism IPD a fost considerat „enervant” și nu la fel de inclusiv ca cel din prima generație. În concluzie, s-a susținut că, deși nu era o „actualizare obligatorie” pentru proprietarii existenți, Quest 2 avea „cel mai bun echilibru global de hardware, caracteristici și preț”. 
Ars Technica a fost mai puțin pozitivă, remarcând faptul că difuzoarele sale interne erau „vizibil mai clare și mai puternice”, dar criticând noua curea de pânză în comparație cu curelele elastice originale ale modelului Quest (și susținând că numai ea era responsabilă pentru pretinsa reducere a greutății), opțiuni IPD limitate, durată de viață mai scăzută a bateriei și controlere cu o aderență mai mică și o precizie redusă la jocurile mai intense. Trecerea de la OLED la LCD s-a arătat că produce imagini „mai clare”, dar mai multe culori „spălate”.
Quest 2 s-a confruntat cu critici cu privire la mandatul de utilizare a conturilor Facebook pe acesta și la toate produsele Oculus viitoare. S-a raportat că unii utilizatori nu au putut folosi setul din cauza suspendării contului lor de Facebook. Unii au descris că legarea contului lor Facebook dezactivat la dispozitiv a transformat setul într-o „greutate pentru hârtie” .   